# Wok to Walk
Wok to Walk is een Nederlandse internationale keten van fastfoodrestaurants van het type Aziatische keuken gespecialiseerd in Aziatische afhaal-gerechten bereid middels roerbakken.

## Geschiedenis
Het bedrijf is in 2004 opgericht in Amsterdam. Vestigingen in andere landen door Wok to Walk Franchise B.V. kwamen er vanaf 2006. De expansie was oorspronkelijk gefocust op Europa maar later werd de keten ook op andere continenten actief. 

## Merk
De naam van het bedrijf - Wok to Walk - is een woordspeling op /wɒk/ en /wɔːk/. De internationale classificatie van het merk is 043: Restauratie.

## Verspreiding
Het bedrijf heeft 75 restaurants op vier continenten (in volgorde van het aantal restaurants: Europa, Amerika, Afrika en Azië), 18 landen en 43 steden.
- Bulgarije
- Colombia
- Ecuador
- Estland
- Frankrijk
- Duitsland
- Ierland
- Israël
- Letland
- Litouwen
- Mexico
- Marokko
- Nederland
- Portugal
- Rusland
- Spanje
- Saudi-Arabië
- Verenigd Koninkrijk
- Verenigde Staten